# Mel Ravitz
Pour les articles homonymes, voir Ravitz.
Melvin Ravitz (mort le 11 avril 2010) est un sociologue, un professeur universitaire et un homme politique américain. Dans la seconde moitié du XXe siècle, il occupe plusieurs postes dans l'administration de la ville de Détroit au Michigan. En tant qu'universitaire et personnalité politique, il sollicite régulièrement les citoyens de la ville pour connaître leur avis sur le renouvellement urbain.

## Biographie
Melvin Ravitz enseigne à l'université de Wayne State en tant que professeur de 1949 à 1987, où il concentre ses efforts sur la sociologie urbaine, invitant ses étudiants à parcourir la ville dans le but d'observer en personne les changements ethniques et industriels. Pendant cette période, il collabore à la création du département sur la planification urbaine de l'université. Ravitz rédige régulièrement et prononce des conférences, vulgarisant ses recherches sur les problèmes concomitants au renouvellement urbain dans les revues et lors de congrès.
Mel Ravitz occupe plusieurs postes au sein de l'administration de la ville de Détroit au Michigan, dont celui de directeur de l'organisation communautaire (Director of Community Organization) dans le Comité de planification de la ville de Détroit (Detroit City Plan Commission) et comme directeur du personnel pour le Conseil des services de soins de la santé mentale (Mental Health Services Board) de la Communauté du comté de Détroit-Wayne (Detroit-Wayne County Community).
Il est président du Conseil de supervision du comté de Wayne de 1966 à 1968, tout comme du Conseil des gouvernements du Sud-Est du Michigan (Southeast Michigan Council of Governments, SEMOG) de 1970 à 1971. Dans le cadre de ses emplois, il met régulièrement en garde contre les dangers de l'urbanisation « sauvage » (suburbanisation), le racisme et les conséquences négatives de la planification urbaine dans le Sud-Est du Michigan.
À partir de 1961 et pendant quatre décennies, Mel Ravitz sert sur le Conseil commun de Détroit (Detroit Common Council) ; il est président du conseil de 1969 à 1973, année où il décide de briguer un poste sur le Conseil de ville. Nouveau membre du conseil de ville, il se fait remarquer en 1963 en proposant un règlement qui rend illégal l'accès discriminatoire au logement conjointement avec William Patrick, le seul membre noir du conseil à ce moment. La proposition a été battue, mais le règlement discriminatoire mis en vigueur est plus tard déclaré inconstitutionnel.
Pendant sa carrière politique, Mel Ravitz milite pour les habitants pauvres de Détroit. Lors de son passage au Comité de planification de la ville de Détroit, il milite pour la formation de clubs à travers la ville qui serviraient à éduquer les citoyens à l'importance de s'organiser politiquement. Il est régulièrement vu comme un partisan des Afro-Américains de Détroit, parce qu'il invite régulièrement des groupes de citoyens à se présenter aux tables décisionnelles en compagnie de puissants décideurs économiques.
En 1973, il brigue le poste de maire grâce à l'appui de l'United Auto Workers, mais il perd face à Coleman Young, qui occupe ce siège pendant vingt ans[Quoi ?]. Après une courte pause, Ravitz retourne sur le Conseil de ville et collabore avec Coleman Young, même si les deux sont régulièrement en désaccord. Ravitz préfère de petits projets un peu partout en ville, alors que Young appuie de grands projets, de préférence au centre-ville et le long de la rivière. Ravitz mise beaucoup sur le développement communautaire dans la planification urbaine de la ville. Il déclare que plusieurs villes se disent en faveur du modèle, mais elles signent régulièrement des ententes avec de grands promoteurs immobiliers
Il meurt à Ann Arbor au Michigan le 11 avril 2010.
Les documents personnels de Mel Ravitz de la période 1939-2005 sont conservés à la Walter P. Reuther Library (en). Ils reflètent les préoccupations de l'époque et des changements que la ville de Détroit a subi au cours de ces années.